# White Noise: The Light
White Noise: The Light è un film del 2007 diretto da Patrick Lussier.
È il seguito del film White Noise - Non ascoltate del 2005 di Geoffrey Sax. Sax e Lussier avevano lavorato insieme nel 1996 nel film televisivo Doctor Who. Il film è stato distribuito direttamente per il mercato home video.

## Trama
La vita di Abe Dale viene sconvolta radicalmente quando assiste al brutale omicidio della moglie e del figlio, e il conseguente suicidio dell'assassino. Tempo dopo la tragedia, Abe, distrutto dal dolore, tenta di togliersi la vita con una massiccia dose di sonnifero, ma viene salvato in tempo. Quando ritorna alla vita normale, qualcosa però appare cambiato. Infatti Abe vede una strana aura luminosa intorno alle persone che di lì a poco moriranno. Abe decide di sfruttare questo suo "dono" per salvare più vite possibili, senza rendersi conto che in realtà sta buttando sulle persone salvate una terribile maledizione.